# Jeepers Creepers (film, 1939)
Jeepers Creepers est un cartoon, réalisé par Bob Clampett et sorti en 1939, qui met en scène Porky Pig.

## Fiche technique
- Musique : Cy Feuer, William Lava, Dave Torbett